# Martin Špaňhel
Martin Špaňhel (* 1. června 1977 ve Zlíně) je bývalý český hokejový útočník.

## Hráčská kariéra
S hokejem začínal v rodném městě, v týmu pod názvem AC ZPS Zlín, kde rovněž debutoval v české nejvyšší lize, v ročníku 1994/95. V sezóně 1994/95 hrával naposled za juniorskou kategorii v mateřském týmu. Po skončení sezóny odcestoval do zámoří, kde byl vybrán v import draftem CHL týmem Lethbridge Hurricanes z prvního kola z desátého místa a ještě byl vybrán ve vstupním draftě NHL týmem Philadelphia Flyers ze šestého kola ze 152. místa. Nakonec do nové sezóny 1995/96 nastoupil za klub Moose Jaw Warriors hrající v lize WHL.
13. listopadu 1995 byl společně s první volbou (touto volbou byl později draftován Daniel Brière) a čtvrtou volbou draftu (touto volbou byl později draftován Mike Martone) vyměněn do týmu San Jose Sharks za Pat Falloon. Téhož dne byl opět vyměněn se spoluhráčem Václavem Varaďou do klubu Buffalo Sabres za Douga Bodgereho. Za žádný z těchto klubů nenastoupil a do ročníku 1996/97 se vrátil zpátky do mateřského týmu HC ZPS-Barum Zlín. Ve Zlíně odehrál další ročník 1997/98, který byl pro něho poslední sezóna za mateřský tým.
Během období 1998/2000 nastupoval za tým HC Keramika Plzeň, se kterým si poprvé zahrál playoff a ve druhém ročníku dokonce skončili v semifinálové fázi, kde prohráli nad týmem Vsetínská hokejová 0:3 na zápasy. 9. prosince 1999 sehrála česká reprezentace přátelské utkání s kanadskou reprezentaci a 11. prosince 1999 zase sehrála česká reprezentace přátelské utkání se slovenskou reprezentací, nahradil v těchto přátelských zápase Špaňhel nemocného spoluhráče Martina Procházku. Na začátku roku se zúčastnil utkáni hvězd české extraligy, kde se zúčastnil souboje o nejrychlejšího bruslaře a s časem 14,629 se stal nejrychlejším bruslařem.
29. května 2000 podepsal dvouletou dvoucestnou smlouvu s novým klubem NHL Columbus Blue Jackets. Za klub se účastnil přípravný kemp a odehrál pět přípravných zápasů v nichž vstřelil jednu branku a obdržel šest trestných minut, ale do hlavního kádru se nedostal a byl se spoluhráčem Chrisem Nielsenem poslán na farmu Syracuse Crunch hrající v AHL. Za Columbus Blue Jackets sehrál první zápas 16. března 2001 proti klubu Atlanta Thrashers a následující den zaznamenal první vstřelenou branku v NHL. Za Columbus Blue Jackets sehrál v sezóně šest zápasů.
Druhý ročník v NHL za Columbus Blue Jackets opět sehrával přípravné zápasy v hlavním týmu a v zápase proti Buffalo Sabres zařídil se spoluhráčem Robertem Kronem zařídili výhru klubu 3:2. Začátek sezóny začal opět na farmě v Syracuse Crunch, kde hrával do konce října 2001. 21. října 2001 ho vedení klubu Columbus Blue Jackets povolali do hlavního kádru a v zápase proti Los Angeles Kings vstřelil branku, jeho druhá branka v NHL. Za Columbus Blue Jackets odehrál následné tři zápasy, poté byl poslán zpět na jejich farmu, kde dohrál sezónu.
Po vypršení smlouvy se vrátil zpět do vlasti, kde podepsal dvouletou smlouvu s klubem HC Sparta Praha. Nabídku také dostal od německého týmu Kassel Huskies, ale rozhodl se na návrat do Česka. Ve Spartě však setrval jednu sezón, po příchodě hlavního trenéra Aloise Hadamczika dostával na ledě méně prostoru a po sezóně se rozhodl ukončit spolupráci s klubem. Následně odcestoval na sever Evropy, kde uspěl testování ve finském klubu HIFK Hockey a potkal se tak s dvěma českými spoluhráči, útočníkem Romanem Vopatem a se spoluhráčem z mistrovství světa juniorů v roce 2000 Ladislavem Benýškem.
Za finský klub IFK Helsinky hrával do konce roku 2003, poté se dohodl s klubem o rozvázání kontraktu kvůli špatným výsledku a méně pobytu na ledu. Následně se dohodl s klubem ze západu Čech HC Lasselsberger Plzeň, jenž v minulosti působil. Za Plzeňský klub stihl odehrát v základní části čtrnáct zápasů a v playoff o dva méně zápasů. Do následujícího ročníku nemohl dlouho najít angažmá, později se dohodl ze zahraničním klubem Lillehammer IK hrající v norské nejvyšší soutěži jménem GET-ligaen, kde nakonec setrval celý ročník 2004/05.
Po angažmá v zahraničí se vrátil zpět do Česka, kde přišel vypomoct klubu HC Sparta Praha v turnaji Slapshot Trophy hraný ve Švýcarsku ve městě Zuchwill. Přišel především kvůli velké marodce klubu a dohodl se s klubem na zkušební smlouvě.. Po turnaji zůstal ještě v kádru, jenž hlavní trenér Sparty Jaromír Šindel se definitivně rozhodne po dvou přípravných zápasech. Špaňhel nakonec zůstal v klubu a za základní část vynechal pouhý jeden zápas, v playoff nakonec pomohl k zisku titulu mistra české extraligy.
Po úspěšné sezóně opustil kabinu Sparty a stěhoval se do dánské nejvyšší ligy jménem AL-Bank Ligaen, do klubu Frederikshavn White Hawks, který byl pro něho poslední působení v kariéře. V klubu odehrál tři sezóny v období 2006/09 a v ročníku 2006/07 se potkal s bývalým českým spoluhráčem, se kterým působil v sezóně 2004/05 v týmu Lillehammer IK, s útočníkem Tomášem Sršněm. V dánském týmu se po třech odehraných sezónách rozhodl ukončit hokejovou kariéru.
Téměř po třech letech se vrátil aktivně na led a podepsal smlouvu v nižší zámořské lize ECHL za tým Cincinnati Cyclones. Za celou sezónu odehrál pouhé dva zápasy, ve druhém zápase si připsal jednu asistenci a jeden minusový bod za pobyt na ledě. Do hokejové profese se již neukázal.

## Zajímavosti
Martin Špaňhel se stal 8. října 1999 nejrychlejším střelcem v české nejvyšší soutěži, proti Vsetínu vstřelil po čtyřech vteřinách branku brankáři Romanu Čechmánkovi. Po 16 letech provedl Ondřej Zamazal analýzu dostupných záběru ze zápasu a zjistil chybu ze zápisu, kdy branka nepadla v čase 0:04 ale 0:09. Na základě důkazů ředitel extraligy Josef Řezníček změnil údaje a novými rekordmany jsou Pavel Janků, Dominik Pacovský a Petr Ton. 

## Ocenění a úspěchy
- 2000 Utkání hvězd české extraligy – výběr západ
- 2000 Utkání hvězd české extraligy – nejrychlejší bruslař (14,629)

## Prvenství

### ČHL
- Debut – 21. února 1995 (HC Slavia Praha proti AC ZPS Zlín)
- První gól – 19. ledna 1997 (AC ZPS Zlín proti HC ZKZ Plzeň, českému brankáři Martinu Altrichterovi)
- První asistence – 19. ledna 1997 (AC ZPS Zlín proti HC ZKZ Plzeň)

### NHL
- Debut – 15. března 2001 (Columbus Blue Jackets proti Atlanta Thrashers)
- První gól – 17. března 2001 (New York Islanders proti Columbus Blue Jackets, americkému brankáři Chris Terreri)

## Klubová statistika
| Sezóna        | Klub                      | Soutěž        |        | Základní část | Základní část | Základní část | Základní část | Základní část |        | Play off | Play off | Play off | Play off | Play off |
| Sezóna        | Klub                      | Soutěž        | Z      | G             | A             | B             | TM            | Z             | G      | A        | B        | TM       |          |          |
| 1994/1995     | AC ZPS Zlín 20            | ČHL-20        | 33     | 25            | 16            | 41            |               | —             | —      | —        | —        | —        |          |          |
| 1994/1995     | AC ZPS Zlín               | ČHL           | 1      | 0             | 0             | 0             | 0             | —             | —      | —        | —        | —        |          |          |
| 1995/1996     | Moose Jaw Warriors        | WHL           | 61     | 4             | 12            | 16            | 33            | —             | —      | —        | —        | —        |          |          |
| 1996/1997     | HC ZPS-Barum Zlín         | ČHL           | 22     | 3             | 6             | 9             | 20            | —             | —      | —        | —        | —        |          |          |
| 1997/1998     | HC ZPS-Barum Zlín         | ČHL           | 39     | 7             | 9             | 16            | 70            | —             | —      | —        | —        | —        |          |          |
| 1998/1999     | HC Keramika Plzeň         | ČHL           | 49     | 12            | 12            | 24            | 62            | 5             | 2      | 1        | 3        | 8        |          |          |
| 1999/2000     | HC Keramika Plzeň         | ČHL           | 52     | 21            | 27            | 48            | 98            | 7             | 1      | 4        | 5        | 12       |          |          |
| 2000/2001     | Columbus Blue Jackets     | NHL           | 6      | 1             | 0             | 1             | 2             | —             | —      | —        | —        | —        |          |          |
| 2000/2001     | Syracuse Crunch           | AHL           | 67     | 11            | 13            | 24            | 75            | —             | —      | —        | —        | —        |          |          |
| 2001/2002     | Columbus Blue Jackets     | NHL           | 4      | 1             | 0             | 1             | 2             | —             | —      | —        | —        | —        |          |          |
| 2001/2002     | Syracuse Crunch           | AHL           | 50     | 7             | 12            | 19            | 43            | —             | —      | —        | —        | —        |          |          |
| 2002/2003     | HC Sparta Praha           | ČHL           | 40     | 5             | 5             | 10            | 46            | 8             | 1      | 0        | 1        | 6        |          |          |
| 2003/2004     | HIFK Hockey               | SM-l          | 36     | 2             | 11            | 13            | 22            | —             | —      | —        | —        | —        |          |          |
| 2003/2004     | HC Lasselsberger Plzeň    | ČHL           | 14     | 1             | 2             | 3             | 20            | 12            | 2      | 2        | 4        | 10       |          |          |
| 2004/2005     | Lillehammer IK            | GET           | 17     | 9             | 8             | 17            | 56            | 3             | 2      | 1        | 3        | 2        |          |          |
| 2005/2006     | HC Sparta Praha           | ČHL           | 51     | 2             | 8             | 10            | 40            | 14            | 0      | 0        | 0        | 12       |          |          |
| 2006/2007     | Frederikshavn White Hawks | AL-B          | 34     | 10            | 17            | 27            | 91            | 3             | 1      | 1        | 2        | 0        |          |          |
| 2007/2008     | Frederikshavn White Hawks | AL-B          | 37     | 6             | 14            | 20            | 42            | 9             | 1      | 5        | 6        | 10       |          |          |
| 2008/2009     | Frederikshavn White Hawks | AL-B          | 43     | 11            | 12            | 23            | 66            | 7             | 1      | 3        | 4        | 8        |          |          |
| 2009/2010     | Nehrál                    | Nehrál        | Nehrál | Nehrál        | Nehrál        | Nehrál        | Nehrál        | Nehrál        | Nehrál | Nehrál   | Nehrál   | Nehrál   | Nehrál   | Nehrál   |
| 2010/2011     | Nehrál                    | Nehrál        | Nehrál | Nehrál        | Nehrál        | Nehrál        | Nehrál        | Nehrál        | Nehrál | Nehrál   | Nehrál   | Nehrál   | Nehrál   | Nehrál   |
| 2011/2012     | Cincinnati Cyclones       | ECHL          | 2      | 0             | 1             | 1             | 0             | —             | —      | —        | —        | —        |          |          |
| Celkem v NHL  | Celkem v NHL              | Celkem v NHL  | 10     | 2             | 0             | 2             | 4             | —             | —      | —        | —        | —        |          |          |
| Celkem v AHL  | Celkem v AHL              | Celkem v AHL  | 117    | 18            | 25            | 43            | 118           | —             | —      | —        | —        | —        |          |          |
| Celkem v ČHL  | Celkem v ČHL              | Celkem v ČHL  | 268    | 51            | 69            | 120           | 356           | 46            | 6      | 7        | 13       | 48       |          |          |
| Celkem v AL-B | Celkem v AL-B             | Celkem v AL-B | 114    | 27            | 43            | 70            | 199           | 19            | 3      | 9        | 12       | 18       |          |          |

## Reprezentace
| Rok         | Tým         | Soutěž      | Z | G | A | B | TM |
| ----------- | ----------- | ----------- | - | - | - | - | -- |
| 1995        | Česko 18    | MEJ         | 5 | 3 | 1 | 4 | 0  |
| 1997        | Česko 20    | MSJ         | 6 | 2 | 0 | 2 | 0  |
| 2000        | Česko       | MS          | 9 | 1 | 1 | 2 | 10 |
| Celkem v MS | Celkem v MS | Celkem v MS | 9 | 1 | 1 | 2 | 10 |